# Kapers-slægten
Kapers-slægten (Capparis) er en slægt med ca. 250 arter, der er udbredt i klodens subtropiske og tropiske egne. Det er buske med modsatte, helrandede blade og med store, 4-tallige og regelmæssige blomster. Frugterne er kapsler med få frø.
| Beskrevne arter |

- Kapers (Capparis spinosa)

| Andre arter |

- Capparis acutifolia
- Capparis amplissima
- Capparis cynophallophora
- Capparis decidua
- Capparis frondosa
- Capparis grandidiera
- Capparis indica
- Capparis micracantha
- Capparis mitchellii
- Capparis olacifolia
- Capparis prisca
- Capparis sandwichiana
- Capparis sepiaria
- Capparis thorelii
- Capparis tomentosa
- Capparis zeylanica[1]